# باتمان: باد بلود
باتمان: باد بلود هو فيلم حركة يتم إنتاجه في الولايات المتحدة وسيصدر في سنة 2016. من بطولة إيفون ستراهوفسكي ومورينا باكارين.

## وصلات خارجية
- باتمان: باد بلود على موقع IMDb (الإنجليزية)
- باتمان: باد بلود على موقع روتن توميتوز (الإنجليزية)
- باتمان: باد بلود على موقع نتفليكس (الإنجليزية)
- باتمان: باد بلود على موقع ألو سيني (الفرنسية)
- باتمان: باد بلود على موقع Turner Classic Movies (الإنجليزية)
- باتمان: باد بلود على موقع أول موفي (الإنجليزية)
- باتمان: باد بلود على موقع فيلمافينيتي (الإسبانية)
- باتمان: باد بلود على موقع قاعدة بيانات الفيلم (الإنجليزية)
- باتمان: باد بلود على موقع ليتربوكسد (الإنجليزية)
- باتمان: باد بلود على موقع كينوبويسك (الروسية)